# Challenger de Burdeos 2023
El torneo BNP Paribas Primrose Bordeaux 2023 fue un torneo de tenis perteneció al ATP Challenger Tour 2023 en la categoría Challenger 175. Se trató de la 14ª edición; el torneo tuvo lugar en la ciudad de Burdeos (Francia), desde el 15 hasta el 20 de mayo de 2023 sobre pista dura bajo techo de tierra batida al aire libre.

## Jugadores participantes del cuadro de individuales
| Favorito | País                    | Jugador                 | Rank1 | Posición en el torneo |
| -------- | ----------------------- | ----------------------- | ----- | --------------------- |
| 1        | Bandera de Alemania     | Jan-Lennard Struff      | 28    | Semifinales           |
| 2        | Bandera del Reino Unido | Andy Murray             | 42    | Segunda ronda         |
| 3        | Bandera de Francia      | Richard Gasquet         | 44    | Semifinales           |
| 4        | Bandera de Francia      | Adrian Mannarino        | 45    | Segunda ronda         |
| 5        | Bandera de Francia      | Ugo Humbert             | 50    | CAMPEÓN               |
| 6        | Bandera de Suecia       | Mikael Ymer             | 52    | Cuartos de final      |
| 7        | Bandera de Argentina    | Tomás Martín Etcheverry | 61    | FINAL                 |
| 8        | Bandera de Francia      | Corentin Moutet         | 67    | Cuartos de final      |

- 1 Se ha tomado en cuenta el ranking del 8 de mayo de 2023.

### Otros participantes
Los siguientes jugadores recibieron una invitación (wild card), por lo tanto ingresan directamente al cuadro principal (WC):
- Mathias Bourgue
- Arthur Cazaux
- Harold Mayot

Los siguientes jugadores ingresan al cuadro principal tras disputar el cuadro clasificatorio (Q):
- Elliot Benchetrit
- Ugo Blanchet
- Kyrian Jacquet
- Gauthier Onclin

## Campeones

### Individual Masculino
- Ugo Humbert derrotó en la final a  Tomás Martín Etcheverry, 7–6(3), 6–4

### Dobles Masculino
- Lloyd Glasspool /  Harri Heliövaara derrotaron en la final a  Sadio Doumbia /  Fabien Reboul, 6–4, 6–2